# Kali Linux
 (février 2025).
La mise en forme du texte ne suit pas les recommandations de Wikipédia : il faut le « wikifier ».
Les points d'amélioration suivants sont les cas les plus fréquents. Le détail des points à revoir est peut-être précisé sur la page de discussion.
- Les titres sont pré-formatés par le logiciel. Ils ne sont ni en capitales, ni en gras.
- Le texte ne doit pas être écrit en capitales (les noms de famille non plus), ni en gras, ni en italique, ni en « petit »…
- Le gras n'est utilisé que pour surligner le titre de l'article dans l'introduction, une seule fois.
- L'italique est rarement utilisé : mots en langue étrangère, titres d'œuvres, noms de bateaux, etc.
- Les citations ne sont pas en italique mais en corps de texte normal. Elles sont entourées par des guillemets français : « et ».
- Les listes à puces sont à éviter, des paragraphes rédigés étant largement préférés. Les tableaux sont à réserver à la présentation de données structurées (résultats, etc.).
- Les appels de note de bas de page (petits chiffres en exposant, introduits par l'outil «  Source ») sont à placer entre la fin de phrase et le point final[comme ça].
- Les liens internes (vers d'autres articles de Wikipédia) sont à choisir avec parcimonie. Créez des liens vers des articles approfondissant le sujet. Les termes génériques sans rapport avec le sujet sont à éviter, ainsi que les répétitions de liens vers un même terme.
- Les liens externes sont à placer uniquement dans une section « Liens externes », à la fin de l'article. Ces liens sont à choisir avec parcimonie suivant les règles définies. Si un lien sert de source à l'article, son insertion dans le texte est à faire par les notes de bas de page.
- La présentation des références doit suivre les conventions bibliographiques. Il est recommandé d'utiliser les modèles {{Ouvrage}}, {{Chapitre}}, {{Article}}, {{Lien web}} et/ou {{Bibliographie}}. Le mode d'édition visuel peut mettre en forme automatiquement les références.
- Insérer une infobox (cadre d'informations à droite) n'est pas obligatoire pour parachever la mise en page.

Pour une aide détaillée, merci de consulter Aide:Wikification.
Si vous pensez que ces points ont été résolus, vous pouvez retirer ce bandeau et améliorer la mise en forme d'un autre article.
Pour les articles homonymes, voir Kali (homonymie).
Kali Linux est une distribution GNU/Linux basée sur Debian, lancée le 13 mars 2013. Elle succède à BackTrack et est développée par Offensive Security. Kali Linux est principalement conçue pour les tests de sécurité des systèmes d'information, notamment pour les pentests (tests de pénétration).

## Développement
Le projet Kali Linux a été initié par Mati Aharoni et Devon Kearns, qui ont réécrit BackTrack, une distribution Linux dédiée à l'informatique légale. Raphaël Hertzog a rejoint l’équipe en tant que spécialiste de Debian. Kali Linux repose sur la branche Debian Testing et intègre des paquets provenant des dépôts Debian. Le nom de la distribution a été choisi en référence à la déesse hindoue Kali, symbole de puissance et de destruction.
Kali Linux est développée dans un environnement sécurisé, où un nombre restreint de contributeurs ont des permissions d’écriture, chaque paquet étant signé numériquement pour garantir son intégrité.

## Évolutions et fonctionnalités
À partir de février 2016, Kali Linux est disponible avec les environnements de bureau GNOME, KDE, LXDE, MATE, Enlightenment et Xfce.
En avril 2019, la distribution adopte Xfce comme environnement de bureau par défaut.
En mars 2020, le shell par défaut passe de Bash à Zsh.

## Méthodes et supports d’installation
Kali Linux est installable depuis un live CD, ou en démarrage réseau avec PXE. L'OS est très flexible car installable sur de nombreux supports, par exemple sur disque dur ou  dans une machine virtuelle, grâce à des images prêtes à l’emploi pour VirtualBox et VMware, ainsi que sur un hyperviseur.
Les utilisateurs ont également la possibilité de créer leur propre version personnalisée de Kali Linux par live-build.

## Outils de sécurité intégrés
Kali Linux comprend plus de 600 outils dédiés à la cybersécurité, notamment pour les tests d'intrusion (Metasploit, Armitage, Burp Suite, OWASP ZAP), l'analyse réseau (Nmap, Wireshark, Ettercap, Kismet), le cassage de mots de passe (John the Ripper, Hashcat, Hydra), l'ingénierie sociale (Social-Engineer Toolkit) et l'exploitation de vulnérabilités (Sqlmap, Nikto, BeEF).

## Public cible et utilisation
La distribution Kali Linux est principalement utilisée par les professionnels de la cybersécurité (pentesters, analystes SOC), les chercheurs en sécurité informatique, mais également par les étudiants et enseignants en sécurité des systèmes. Son utilisation nécessite des connaissances avancées de l'administration réseaux et de la sécurité informatique, ainsi, bien-sûr, qu'une connaissance minimale de Linux.